# گوتفرید هنزل
گوتفرید هنزل (انگلیسی: Gottfried Hensel؛ ۱ ژانویهٔ ۱۶۸۷ – ۱ ژانویهٔ ۱۷۶۷) زبان‌شناس آلمانی بود که بر زبان‌شناسی تطبیقی کار می‌کرد.
او به عنوان یک پیشوا در یلنگا گورا کار می‌کرد.